# Jakob Schenk
Jakob Schenk (Zurique, 31 de março de 1921 — Montreux, 22 de abril de 1951) foi um ciclista suíço. Competiu nos Jogos Olímpicos de Verão de 1948 em Londres, onde foi membro da equipe suíça de ciclismo que terminou sexto lugar na prova de estrada contrarrelógio por equipes.